# Doloplazy, Prostějov
Doloplazy là một làng thuộc huyện Prostějov, vùng Olomoucký, Cộng hòa Séc.